# 刘海荣
刘海荣（1941年2月—2019年3月2日），辽宁朝阳人，中华人民共和国政治人物，曾任全国妇联副主席、书记处书记、党组成员。

## 生平
1965年毕业于辽宁大学中文系中文专业。1965年8月参加工作，1972年12月加入中国共产党。